# Grande depressione

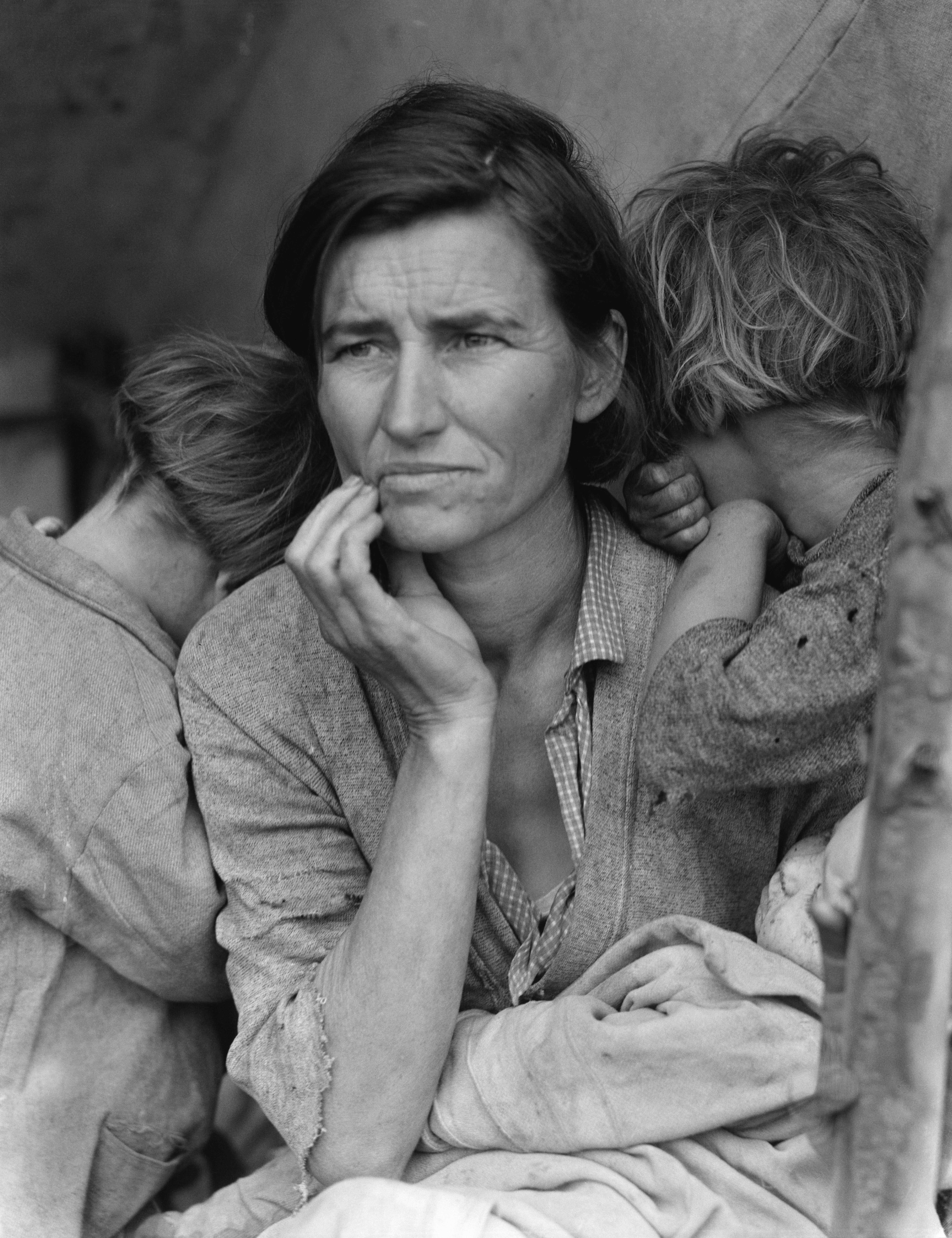
La Migrant Mother di Dorothea Lange con al centro Florence Leona Christie Thompson, 32 anni, madre di sette figli. Nipomo, California, marzo 1936.

La Grande depressione (detta anche Grande crisi o Crollo di Wall Street) fu una grave crisi economica e finanziaria che sconvolse l'economia mondiale alla fine degli anni venti, con forti ripercussioni anche durante i primi anni del decennio successivo. Ebbe origine da contraddizioni simili a quelle che avevano portato alla crisi economica del 1873-1895, iniziando negli Stati Uniti d'America e portando al crollo della Borsa di New York  del 24 ottobre 1929 (giovedì nero) dopo anni di boom azionario.
Gli effetti recessivi furono devastanti, sia nei paesi industrializzati sia in quelli esportatori di materie prime con un calo generalizzato della domanda e della produzione; il commercio internazionale diminuì considerevolmente e con esso i redditi dei lavoratori, il reddito fiscale, i prezzi e i profitti; le maggiori città di tutto il mondo furono duramente colpite, in special modo quelle che basavano la loro economia sull'industria pesante; il settore edilizio subì un brusco arresto in molti paesi; le aree agricole e rurali soffrirono considerevolmente in conseguenza di un crollo dei prezzi fra il 40% e il 60%; le zone minerarie e forestali furono tra le più colpite a causa della forte diminuzione della domanda e delle ridotte alternative d'impiego occupazionale. 

## Descrizione

### Il contesto storico
Dopo la Grande Guerra gli Stati Uniti d'America conobbero un periodo di prosperità e progresso socioeconomico trainato soprattutto dal settore automobilistico, che a sua volta fece da volano alla crescita trascinando con sé altri settori come l'industria metallurgica, l'industria della gomma, il settore petrolifero, quello dei trasporti e quello edile. Dal 1922 al 1929 l'indice azionario da 63,0 aveva assunto il valore di 381,17. Durante questo periodo la bolla azionaria di Wall Street raggiunse il suo massimo.
Sembrava quindi essersi innescato un circolo virtuoso: l'alta produttività permetteva di mantenere inalterati i salari e i prezzi dei prodotti sul mercato. Questo favoriva quindi gli investimenti, che permettevano a loro volta di aumentare la produttività. Tuttavia agli investimenti e al continuo aumento della produttività, non corrispose una proporzionata crescita del potere d'acquisto. Nei primi anni dopo il primo conflitto mondiale, lo sviluppo era stato infatti sostenuto dai risparmi accumulati negli anni della guerra e dai bassi tassi d'interesse.
Una seconda contraddizione interna all'economia statunitense era rappresentata dal sistema finanziario. Non furono infatti posti limiti alle attività speculative delle banche e della borsa valori, dovute alla volontà da parte degli acquirenti di detenere titoli, non tanto per ottenere dividendi e dunque profitti, quanto solo per aumentare il proprio capitale. In sostanza dunque si comperava per rivendere, senza preoccuparsi della qualità dei titoli; all'aumento di domanda dei titoli si accompagnò direttamente quella delle quotazioni.
A tutto questo va aggiunta la responsabilità dei rappresentanti delle holding che detenevano portafogli di azioni e obbligazioni (le quali avevano interesse che i costi lievitassero) che, per spingere i risparmiatori all'acquisto di titoli, rilasciavano dichiarazioni e previsioni troppo ottimistiche. Il valore delle azioni industriali però corrispondeva sempre meno a un effettivo aumento della produzione e della vendita di beni, tanto che, dopo essere cresciuto molto per via della speculazione economica diffusasi a tutti i livelli in quegli anni, questo scese rapidamente e costrinse i possessori a una massiccia vendita, che provocò il noto crollo della borsa.

### La crisi negli USA

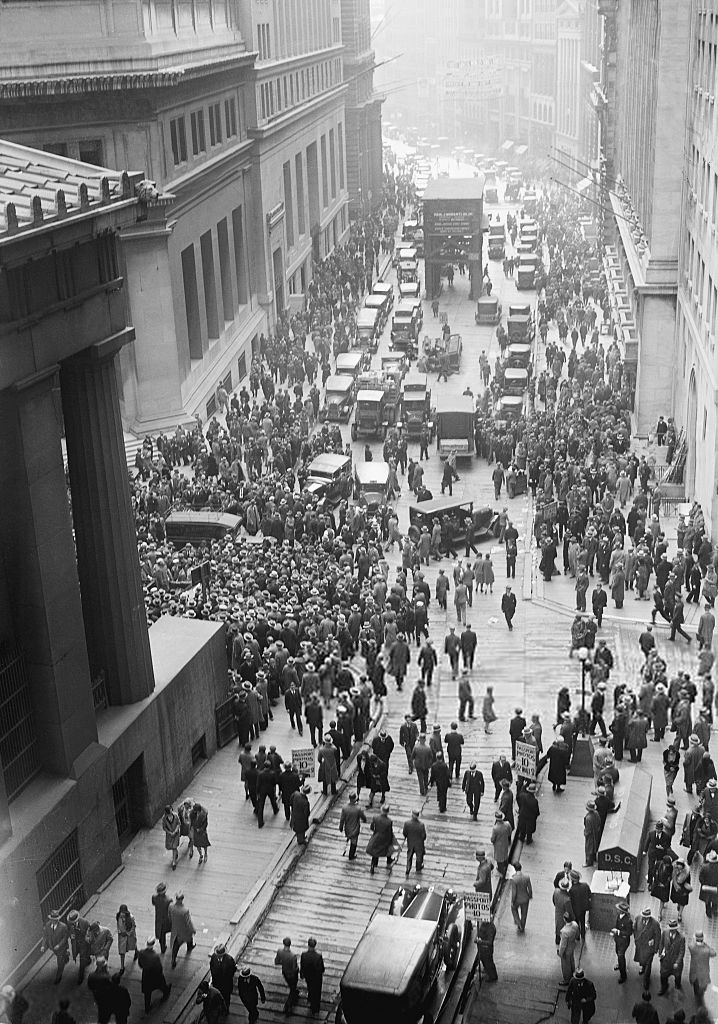
Folla fuori dalla Borsa di New York a seguito del crollo finanziario.

Il 24 ottobre 1929 (poi chiamato il giovedì nero) il mercato aveva subito un primo duro collasso. Periodi di vendita e di grossi volumi di trading erano mescolati con brevi periodi di prezzi in crescita e recupero. L'economista e autore Jude Wanniski correlò in seguito queste oscillazioni con la prospettiva del passaggio della legge di Smoot-Hawley che imponeva una maggiorazione sulle tariffe imposte sui beni importati, che era dibattuta in quel periodo nel Congresso degli Stati Uniti.
Ma fu il cosiddetto Martedì nero (detto anche "Big Crash") il giorno del crollo della borsa valori, avvenuto il 29 ottobre 1929 a New York, presso lo Stock Exchange, sede del mercato finanziario più importante per volume degli Stati Uniti. Il prezzo delle azioni di numerose imprese di grandi dimensioni, come la General Electric, precipitò. Quel giorno più di sedici milioni di azioni vennero negoziate e il valore delle stesse calò di altri dieci miliardi di dollari. Ciò ebbe un riflesso immediato sulle altre borse degli Stati Uniti, da Chicago a San Francisco.
La caduta della borsa colpì soprattutto quel ceto di media borghesia che nel corso degli anni venti, oltre ad avervi investito i propri risparmi, aveva sostenuto la domanda di beni di consumo durevole. La loro uscita dal mercato indeboliva proprio le industrie produttrici di beni di consumo durevole (come quelle automobilistiche). Queste industrie cessarono di commissionare materiali, semilavorati e componenti a quelle operanti nei settori dell'indotto, le quali dovettero ridurre il personale e i salari, provocando una contrazione a valanga anche nei settori dei beni di consumo primario (come quello agricolo).
La situazione era poi aggravata dalla stretta interconnessione che legava il settore industriale a quello bancario. Infatti, nel momento in cui la borsa crollò, si diffuse un'ondata di panico devastante tra i piccoli risparmiatori, i quali si precipitarono nelle banche per ritirare il proprio denaro: ciò diede origine ad una crisi di liquidità di ampie dimensioni e l'insolvenza di molte banche, che trascinarono nella crisi le industrie nelle quali avevano investito. Molte di queste furono costrette a chiudere i battenti o a ridimensionarsi e i licenziamenti, operati dalle aziende in crisi, portarono a una elevata diminuzione della domanda di lavoro, bloccando quasi completamente l'economia americana.
Una volta innescata la crisi, a causa dell'aumento della disoccupazione e del parallelo calo dei consumi, questa assunse i connotati di una crisi di sovrapproduzione, cioè eccesso di offerta rispetto alla domanda con conseguente calo della produzione che scese di quasi il 50% tra il 1929 e il 1932.
Dopo il crollo, il Dow Jones Industrial Average (DJIA) recuperò all'inizio del 1930, per poi calare nuovamente, raggiungendo un minimo di mercato nel 1932. Il Dow Jones non tornò ai livelli precedenti al 1929 prima della fine del 1954.

### La crisi nel resto del mondo

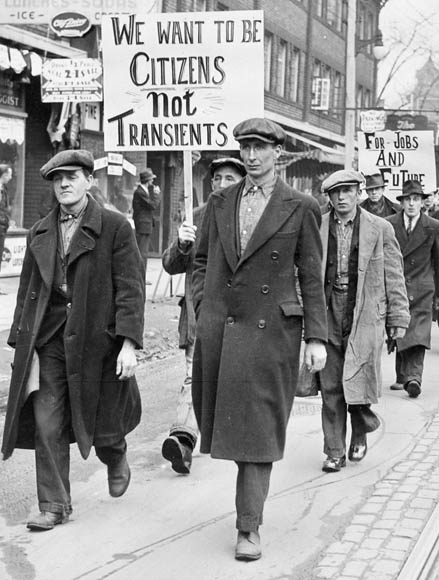
Manifestazione di protesta dei disoccupati a Toronto.

La grande crisi si propagò rapidamente fuori dagli USA, inizialmente verso tutti quei paesi che avevano stretti rapporti finanziari con gli Stati Uniti, a partire da quelli europei che si erano affidati all'aiuto economico degli americani dopo la prima guerra mondiale, ovvero Regno Unito, Austria e Germania, dove il ritiro dei prestiti americani fece saltare il complesso e delicato sistema delle riparazioni di guerra, trascinando nella crisi anche Francia e Italia.
In tutti questi paesi si assistette a un drastico calo della produzione seguito da diminuzione dei prezzi, crolli in borsa, fallimenti e chiusura di industrie e banche, aumento di disoccupati (12 milioni negli USA, 6 milioni in Germania, 3 milioni in Gran Bretagna), il tutto aggravato anche dall'introduzione di misure protezionistiche come freno al libero scambio nel sistema economico globale. Va notato che la crisi non colpì l'economia dell'URSS, la quale in quegli anni aveva inaugurato il suo primo piano quinquennale con l'obiettivo di creare una base industriale moderna. Restarono inoltre immuni dalla crisi anche il Giappone - che affrontò la crisi (inclusa la guerra) con misure inflazionistiche - e i Paesi scandinavi che, in quanto esportatori di particolari materie prime, non risentirono della riduzione della domanda dei loro prodotti. Anche la Cina fu colpita dalla grande depressione, che portò ad una fortissima contrazione del commercio internazionale.
Nel 1931 la Gran Bretagna abbandonò il gold standard, imitata subito dai paesi scandinavi. Nel 1934 sterlina e dollaro vennero fortemente svalutati.
La crisi in Germania ebbe gravi effetti. Non fu possibile approvare un budget per il 1931 e il cancelliere iniziò a governare per decreto. Nel maggio 1931 fallì la banca Austrian Credit-Anstalt (Creditanstalt), mentre nel luglio 1931 fallì la seconda banca tedesca, Danat, a causa del legame con l'azienda tessile Nordwolle, che fallì nel giugno 1931. La Danat venne fusa per ordine governativo alla prima banca. Gli stipendi calarono in media del 40% e la disoccupazione aumentò del 30%. Il CEO di Danat, Jacob Goldschmidt, era ebreo e venne preso di mira dalla propaganda nazista.

### Conseguenze economiche: la produzione industriale dopo il 1929
La seguente tabella riporta gli indici della produzione industriale negli anni immediatamente seguenti la crisi del 1929, ponendo come riferimento a 100 il valore nel 1929.
| Stato          | 1929 | 1930 | 1931 | 1932 | 1933 | 1934 | 1935 |
| -------------- | ---- | ---- | ---- | ---- | ---- | ---- | ---- |
| Stati Uniti    | 100  | 83   | 69   | 55   | 63   | 69   | 70   |
| Regno Unito    | 100  | 94   | 86   | 89   | 95   | 105  | 125  |
| Francia        | 100  |      | 99   | 85   | 74   | 83   | 79   |
| Germania       | 100  | 86   | 72   | 59   | 68   | 92   | 223  |
| Austria        | 100  |      | 91   | 78   | 66   | 68   | 75   |
| Italia         | 100  |      | 93   | 84   | 77   | 83   | 85   |
| Svezia         | 100  |      | 102  | 97   | 89   | 93   | 111  |
| Cecoslovacchia | 100  |      | 91   | 64   | 60   | 67   | 70   |
| Ungheria       | 100  |      | 87   | 82   | 88   | 99   | 107  |
| Romania        | 100  |      |      | 105  | 82   | 101  | 126  |
| Bulgaria       | 100  |      | 104  | 107  | 103  | 98   | 103  |
| U.R.S.S.       | 100  |      |      | 183  |      |      |      |

## Analisi delle cause
(Emile Moreau, Governatore della Banca di Francia, 8 febbraio 1928)
L'economista John Kenneth Galbraith ha individuato almeno cinque fattori di debolezza nell'economia americana responsabili dell'inizio della crisi:
- cattiva distribuzione del reddito;
- cattiva struttura o cattiva gestione delle aziende industriali e finanziarie;
- cattiva struttura del sistema bancario;
- eccesso di prestiti a carattere speculativo (ricorso al margin);
- errata scienza economica (perseguimento ossessivo del pareggio di bilancio e quindi assenza di intervento statale, considerato un fattore penalizzante per l'economia).[7]

### Cause pregresse

Grafico della crisi di Wall Street del 1929 sul Dow Jones Industrial Average

Sul fronte internazionale una prima causa di fragilità del sistema economico internazionale è insita nell'eredità dei debiti di guerra. Alla fine del conflitto Regno Unito, Francia e Italia si erano ritrovate debitrici con gli USA per somme ingenti che costringevano tutte e tre a una politica di esportazioni molto aggressiva per procurarsi la valuta necessaria a pagare i debiti. Si era quindi fatta strada l'idea di adottare lo stesso espediente dell'indomani della guerra franco-prussiana, quando le riparazioni di guerra imposte alla Francia avevano permesso non solo di coprire il costo della guerra ma anche di consentire la ripresa economica, e perciò fu deciso di addebitare i costi bellici alla Germania.
L'industria tedesca, pur avendo un grande potenziale, era uscita dalla guerra stremata. Da allora gli stessi paesi vincitori, soprattutto gli Stati Uniti, si erano resi conto della necessità di sostenere l'economia tedesca con ingenti finanziamenti. Questi finanziamenti avevano creato un curioso triangolo, in cui la Germania usava gran parte di queste risorse per pagare i debiti a Gran Bretagna e Francia e queste a loro volta usavano i capitali per pagare i propri debiti. Dunque questo sistema sarebbe sopravvissuto fin quando gli USA fossero stati in grado di esportare capitali in Germania.
Un secondo elemento di fragilità del sistema economico internazionale era costituito dall'assenza di un Paese guida credibile con la volontà e un'influenza tale da correggere eventuali crisi economiche globali. Dopo la Grande guerra il primato sarebbe dovuto passare in mano agli USA, i quali, pur avendo un apparato industriale di gran lunga superiore a quello degli altri paesi, tuttavia non si impadronirono dello status internazionale che gli sarebbe spettato a causa di una politica isolazionista. Lo status di Paese guida rimase quindi in mano al Regno Unito. L'assenza di un'appropriata guida economico-finanziaria si rifletteva in modo drammatico sul sistema internazionale: nella conferenza di Genova del 1922 venne definito un sistema misto, noto come gold exchange standard, che da una parte garantiva respiro all'economia del Regno Unito, dall'altro affidava alla sua finanza un ruolo di regolatore dell'economia internazionale che non era in grado di assumere.

### Il sistema economico globale

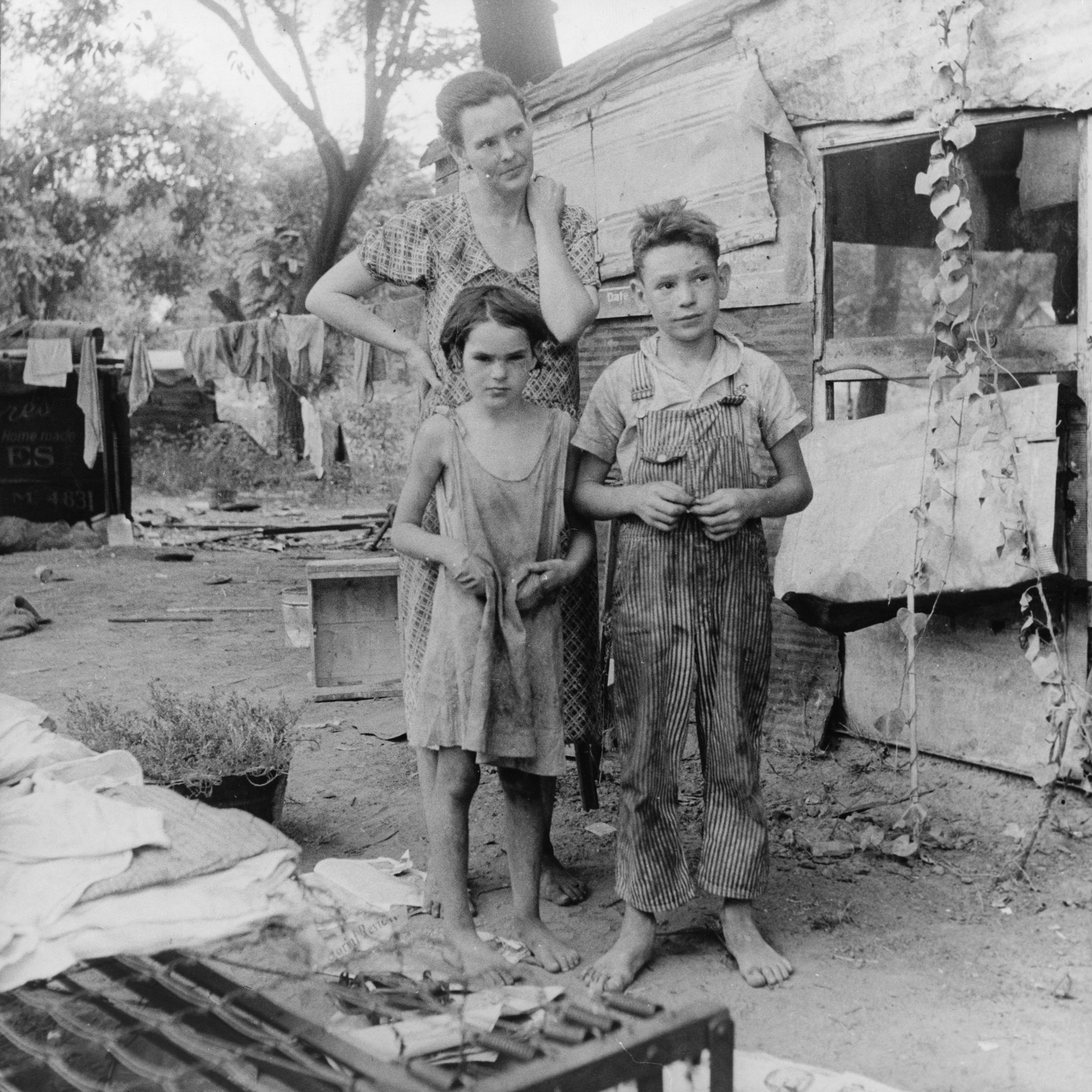
Famiglia durante la Grande depressione, Oklahoma, 1936. Il cosiddetto ceto medio fu particolarmente colpito dalla crisi economica.

Tuttavia la causa principale che portò il crollo finanziario a diventare una depressione economica di enormi dimensioni, ovvero quasi globale, fu la chiusura delle economie nazionali e coloniali tramite misure protezionistiche con forte freno al libero commercio. Così come nella Grande depressione del 1873-1895 furono infatti i dazi doganali a deprimere l'economia: alcuni stati producevano beni in surplus che però altri stati non acquistavano poiché venivano resi troppo costosi dai dazi all'importazione imposti per favorire i produttori interni. Di conseguenza, quando in un paese produttore un dato bene raggiungeva livelli di saturazione, il prezzo scendeva tanto che non era più conveniente produrre quel bene, a meno di trovare nuovi mercati che potessero assorbire parte delle merci. In definitiva, in assenza di nuovi mercati, la produzione si fermò, pur mantenendo un potenziale valore.
Ad esempio nella crisi degli anni 1873-1895 il grano era il bene ideale: negli Stati Uniti vi era una sovrapproduzione di grano dovuta all'ampiezza degli spazi coltivati estensivamente e alla bassa densità di popolazione. I progressi tecnologici consentivano di trasportare il grano su distanze sempre più ampie, cosicché gli USA iniziarono a esportare grano in Europa, che lo acquistava a prezzo più basso rispetto a quello locale. Questo danneggiava i proprietari terrieri europei, i quali imposero ai governi i dazi per bloccare le importazioni dall'America. Ciò produsse le seguenti conseguenze:
- carenza di grano in Europa e quindi prezzi più alti;
- eccedenza di grano in USA con conseguente abbandono di terre coltivate e disoccupazione;
- mancato afflusso di beni dall'Europa all'America (coi quali veniva pagato il grano); tali beni potevano essere prodotti industriali o minerari o beni di lusso.

In definitiva:
- al popolo europeo veniva a mancare il nutrimento a basso prezzo;
- ai grandi coltivatori statunitensi venivano a mancare quei beni "superflui" ma che erano l'incentivo alla produttività agricola;
- i coltivatori statunitensi più piccoli e i dipendenti restarono senza lavoro;
- i beni "superflui" che restavano in Europa andavano alle classi agiate (anche agricole) locali, che li potevano acquistare a prezzo più basso rispetto al prezzo che avrebbero pagato gli statunitensi;
- i produttori europei di questi beni superflui vedevano anch'essi ridotte le loro entrate, il che li portava in alcuni casi al fallimento o al licenziamento dei dipendenti.

Come si vede questo circolo vizioso nuoceva a tutti fuorché a una ristretta minoranza. Tuttavia, in una visione più ampia, nuoceva anche a essa nella crisi economica generale. Lo stesso circolo vizioso che causò la crisi del 1873-1895 fu la causa principale di quella del 1929, ma con modalità differenti.
La crisi del 1873-1895 aveva trovato sbocco con il colonialismo, grazie al quale si erano aperti nuovi mercati nei quali si poteva dirigere il commercio, sebbene ogni colonia commerciasse quasi esclusivamente con la propria nazione, essendo preclusi gli altri commerci tramite dazi che creavano sistemi commerciali isolati gli uni con gli altri. Quella che fu la soluzione alla crisi del 1873-1895 portò a quella del 1929, e questo perché a un certo punto anche i mercati coloniali arrivarono al punto di saturazione (e in questo contesto come mercati coloniali si riconosce come tale anche il Sudamerica nei confronti degli USA) e l'isolamento dei sistemi commerciali, imposto dai dazi, rese impossibile la diversificazione delle produzioni.
Quindi a causa di questo blocco del commercio si ritornò alla situazione del 1873-1895 nella quale le industrie non trovavano sbocchi commerciali per le proprie merci o i prezzi erano tanto bassi da dover abbandonare la produzione e al contempo i prezzi delle merci da comprare diventavano troppo alti. Con il crescere delle tensioni economiche i dazi doganali furono l'arma con cui fu combattuta una guerra commerciale tra nazioni, guerra che da commerciale era divenuta militare negli anni 1914-1918 e il cui risultato aveva ridato "ossigeno" all'economia globale per qualche anno in più, fino al 1929. Senza la prima guerra mondiale la crisi del 1929 sarebbe arrivata molto prima. Se qualche anno prima lo scoppio delle ostilità (che rappresentò un grosso stimolo all'economia per la massiccia mobilitazione di risorse da parte dei governi) aveva scongiurato l'imminente crisi, nel 1929 le condizioni internazionali non erano tali da scatenare una guerra. Ma una volta iniziata la Grande depressione, la soluzione venne spasmodicamente ricercata, fino a raggiungerla, nella seconda guerra mondiale, che aprì i mercati coloniali a tutte le nazioni in vista della futura e auspicata indipendenza delle colonie.
Soluzioni intermedie furono adottate durante gli anni trenta. Gli USA diedero l'esempio concedendo l'indipendenza o l'autonomia alle loro colonie (vari staterelli centroamericani e caraibici) , il Regno Unito fece lo stesso col Trattato di Westminster, ma furono tutte soluzioni effimere.

### La tesi "austriaca"
La Scuola austriaca ha elaborato una teoria in merito alle cause della Grande depressione che si discosta nettamente dalla visione comune, almeno per ciò che concorre alla crisi iniziale interna statunitense. L'economista appartenente a tale scuola che più di tutti ha trattato questo argomento è stato lo statunitense Murray Rothbard, che, nella pubblicazione La Grande depressione datata 1963, ha esposto la sua teoria per cui la crisi del 1929 sarebbe stata causata non dall'eccessivo libero mercato, come sostenuto da molti, bensì al contrario dall'eccessivo interventismo statale nell'economia americana a partire dagli anni dieci con il presidente Thomas Woodrow Wilson.
La causa principale secondo Rothbard sarebbe stata la politica monetaria tenuta dalla Federal Reserve a partire dalla sua creazione, avvenuta nel 1913 (sebbene la Federal Reserve sia, come molte altre banche centrali, un organismo indipendente dal governo). La continua espansione del credito ottenuta attraverso tassi tenuti artificialmente bassi e il successivo inevitabile rialzo dei tassi avrebbe causato una reazione a catena che avrebbe poi portato al famoso giovedì nero.
In sintesi, secondo la Scuola austriaca, le cause della crisi del 1929 furono la politica inflazionistica (permessa anche dall'abbandono del sistema aureo classico) della Federal Reserve iniziata negli anni dieci (ossia all'inizio della prima guerra mondiale) combinata con un eccessivo peso dello Stato culminato poi nel New Deal roosveltiano, che secondo gli austriaci non fu altro che la continuazione dell'interventismo del suo predecessore, Herbert Hoover.

## Il protezionismo e la Grande depressione
Gli anni 1920-1929 sono generalmente descritti, erroneamente, come anni in cui il protezionismo ha guadagnato terreno in Europa. In effetti, da un punto di vista generale, secondo Paul Bairoch, il periodo pre-crisi in Europa può essere considerato preceduto dalla liberalizzazione del commercio. La media ponderata delle tariffe sui manufatti è rimasta sostanzialmente invariata rispetto agli anni precedenti la prima guerra mondiale: 24,6 per cento nel 1913, contro il 24,9 per cento del 1927. Inoltre, nel 1928 e nel 1929, le tariffe sono state abbassate in quasi tutti i paesi sviluppati Inoltre, la Smoot-Hawley Tariff Act fu firmata da Hoover il 17 giugno 1930, mentre il crollo di Wall Street avvenne nell'autunno del 1929.
Paul Krugman scrive che il protezionismo non porta a recessioni. Secondo lui, la diminuzione delle importazioni (che può essere ottenuta con l'introduzione di tariffe) ha un effetto espansivo, cioè favorevole alla crescita. Così, in una guerra commerciale, poiché le esportazioni e le importazioni diminuiranno in egual misura, per tutto il mondo, l'effetto negativo di una diminuzione delle esportazioni sarà compensato dall'effetto espansivo di una diminuzione delle importazioni. Una guerra commerciale non provoca quindi una recessione. Inoltre, egli osserva che la tariffa Smoot-Hawley non ha causato la Grande depressione. Il declino del commercio tra il 1929 e il 1933 "è stato quasi interamente una conseguenza della Depressione, non una causa. Le barriere commerciali sono state una risposta alla depressione, in parte una conseguenza della deflazione."
Jacques Sapir spiega che la crisi internazionale ha altre cause oltre al protezionismo. Egli sottolinea che "la produzione nazionale nei principali paesi industrializzati sta diminuendo [...] più velocemente di quanto si stia contraendo il commercio internazionale". Se questo declino (nel commercio internazionale) fosse stato la causa della depressione che i Paesi hanno vissuto, avremmo dovuto vedere il contrario". "Infine, la cronologia degli eventi non corrisponde alla tesi dei liberi commercianti... La maggior parte della contrazione del commercio ha avuto luogo tra il gennaio 1930 e il luglio 1932, cioè prima dell'introduzione di misure protezionistiche, anche autarchiche, in alcuni paesi, ad eccezione di quelle applicate negli Stati Uniti nell'estate del 1930, ma con effetti molto limitati. Egli osserva che "la contrazione del credito è una delle cause principali della contrazione del commercio". "In realtà, è la liquidità internazionale la causa della contrazione del commercio. Questa liquidità è crollata nel 1930 (-35,7%) e nel 1931 (-26,7%)". Uno studio del National Bureau of Economic Research sottolinea l'influenza predominante dell'instabilità monetaria (che ha portato alla crisi internazionale di liquidità) e l'improvviso aumento dei costi di trasporto nel declino del commercio durante gli anni '30.
Milton Friedman riteneva inoltre che la tariffa Smoot-Hawley del 1930 non avesse causato la Grande depressione. Douglas A. Irwin scrive: "la maggior parte degli economisti, sia liberali che conservatori, dubita che Smoot Hawley abbia avuto un ruolo importante nella successiva contrazione".
William J. Bernstein ha scritto: 
Peter Temin, spiega che una tariffa è una politica espansionistica, come una svalutazione in quanto dirotta la domanda dai produttori stranieri a quelli nazionali. Egli osserva che le esportazioni erano il 7% del PNL nel 1929, sono diminuite dell'1,5% del PNL del 1929 nei due anni successivi e il calo è stato compensato dall'aumento della domanda interna da parte delle tariffe. Egli conclude che, contrariamente all'argomentazione popolare, l'effetto di contrazione della tariffa era limitato (Temin, P. 1989. Lessons from the Great Depression, MIT Press, Cambridge, Mass)
Ian Fletcher ha detto che la tariffa applicata a solo un terzo circa del commercio statunitense: circa l'1,3% del PIL. La tariffa media statunitense sui beni in oggetto è passato dal 40,1% nel 1929 al 59,1 nel 1932 (+19%). Tuttavia, è stato sistematicamente superiore al 38% ogni anno dal 1865 al 1913 (dal 38% al 52%). Inoltre, aumenta notevolmente anche nel 1861 (dal 18,61% al 36,2%; +17,6%), tra il 1863 e il 1866 (dal 32,62% al 48,33%; +15,7%), tra il 1920 e il 1922 (dal 16,4% al 38,1%; +21,7%) senza produrre depressioni globali.

## Conseguenze sociali e politiche

### Criminalità

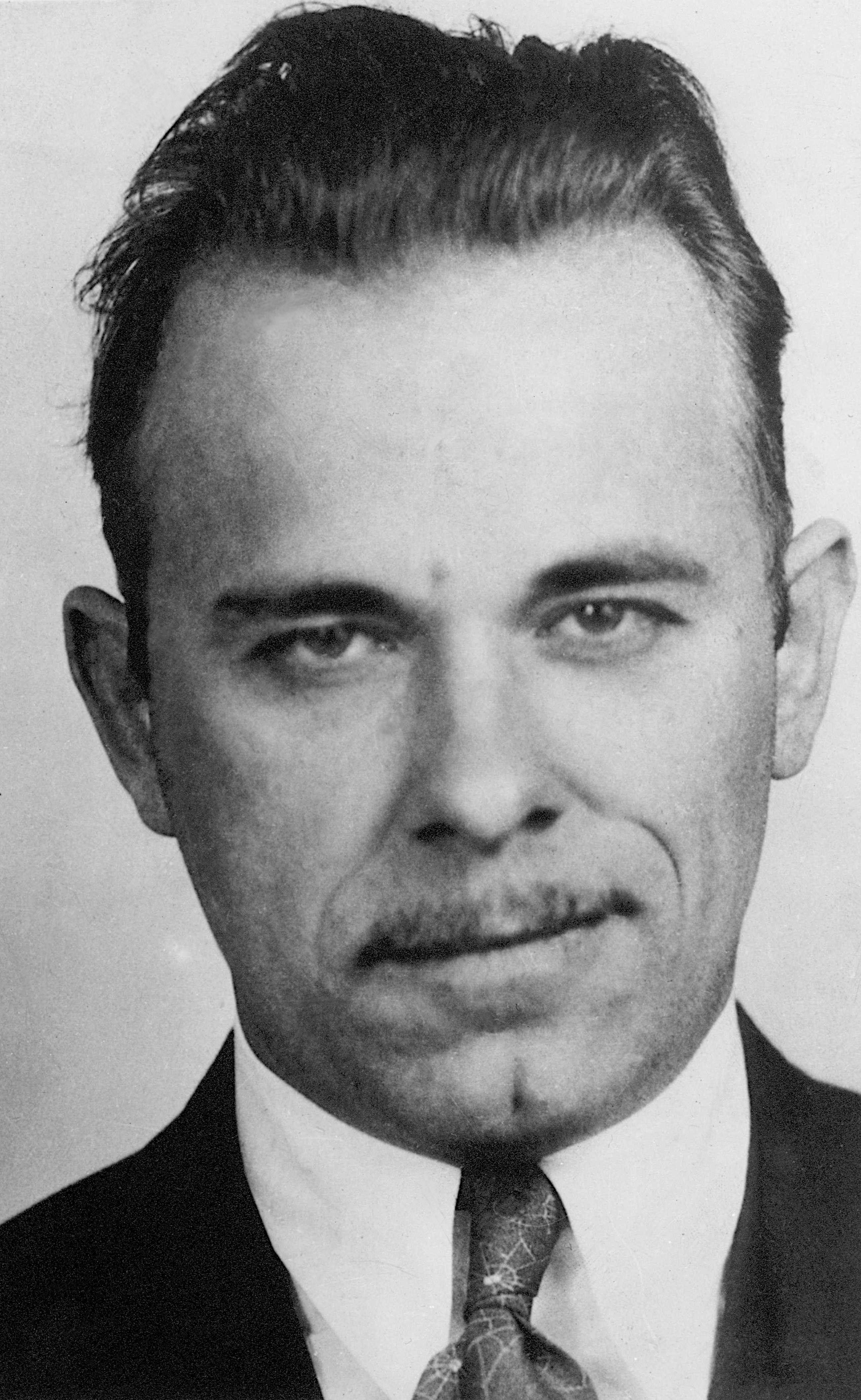
Una foto segnaletica di John Dillinger

La Grande depressione fu un periodo caratterizzato dall'aumento della criminalità, sia organizzata che non. Dopo il proibizionismo gli Stati Uniti affrontarono una nuova ondata di criminali, a seguito dei cambiamenti di Cosa nostra statunitense (su tutti l'arresto di Al Capone nel 1930) e della creazione di bande criminali come la banda Karpis-Barker (guidata da Alvin Karpis e Arthur "Doc" Barker), oltre che dell'affermazione di vari gangster. Tra i gangster che si affermarono, oltre ai già citati Karpis e Barker, spiccarono in particolare John Dillinger, Fred Goetz (noto anche con lo pseudonimo George "Shotgun" Ziegler), John Hamilton, "Machine Gun" Kelly, "Pretty Boy" Floyd, "Baby Face" Nelson, Bonnie Parker e Clyde Barrow.
Principalmente questi criminali rapinavano banche, ma vi furono anche dei sequestri di banchieri e di milionari, compiuti specialmente da Fred Goetz e dalla banda Karpis-Barker, che derubò anche molte consegne postali e fece dirottare un aereo. Nel 1933 la gang rapì William Hamm ed Edward Bremer jr., che erano rispettivamente un fabbricante di birra e un banchiere, entrambi del Minnesota; questi 2 sequestri complessivamente fruttarono 300.000 dollari (100.000 il primo e 200.000 il secondo). Tuttavia rapire Bremer si rivelò un grosso errore per la banda, in quanto l'uomo era amico di Franklin Delano Roosevelt, allora Presidente degli Stati Uniti d'America, e la cosa costrinse il gruppo a sciogliersi.
John Dillinger fu il criminale che si distinse più di tutti. Per tutti era il gangster vestito sempre elegantemente e che impugnava un mitra Thompson, ed era un eroe per il popolo perché, oltre a rapinare le banche con metodi rigorosi (tra i suoi aiutanti figura il già citato John Hamilton), bruciava i registri contabili, in cui figuravano i nomi delle persone in difficoltà economiche e con debiti o ipoteche a loro carico.
La polizia arrestò Dillinger il 25 gennaio 1934. Prima di essere condannato alla sedia elettrica (che evitò grazie al suo avvocato Louis Piquett), nel marzo dello stesso anno Dillinger fuggì dalla prigione di Crown Point (che si trova in Indiana). Il 1934 fu pur sempre un anno negativo per la criminalità: Dillinger venne ucciso a Chicago il 22 luglio 1934, all'uscita dal cinema Biograph, e dopo di lui l'FBI (capitanata da J. Edgar Hoover e Melvin Purvis) uccise anche John Hamilton, Bonnie e Clyde, "Pretty Boy" Floyd e "Baby Face" Nelson.

### Contromisure
Il fallimento dei tentativi iniziali di trovare soluzioni comuni alla crisi sul piano internazionale spinse da una parte tutti i paesi a introdurre misure protezionistiche e a creare "aree economiche chiuse" (maggiore esempio fu il sistema di "tariffe preferenziali" fra gli Stati del Commonwealth britannico deciso nel 1931), mentre dall'altra i governi furono indotti a sperimentare su vastissima scala forme di partecipazione diretta dello Stato alla vita economica nazionale.
Effetti della Grande depressione negli Usa e nel Mondo:
- fame diffusa, povertà e disoccupazione;
- crisi economica a livello mondiale;
- sfiducia nel sistema capitalistico.

Gli stati svolsero così funzioni imprenditoriali (ricorrendo alla spesa pubblica come elemento strutturale e centrale della dinamica economica nazionale) e previdenziali (con l'attivazione di misure legislative di sicurezza sociale). Questo tipo di interventi, chiamato New Deal in USA, furono sistemizzati e teorizzati successivamente da John Maynard Keynes, da cui la definizione politiche keynesiane, in forte opposizione ai principi della teoria classica liberista.
In Italia il regime fascista decise l'intervento pubblico che in primis riguardò la Banca Commerciale Italiana che, di fronte alla crisi finanziaria del 1929, aveva aumentato in modo preoccupante la propria esposizione verso il sistema industriale. Il crollo delle quotazioni azionarie richiese l'intervento statale: le partecipazioni azionarie della Comit nelle industrie furono trasferite alla Società Finanziaria Industriale Italiana (Sofindit), e soprattutto con la fondazione dell'Istituto per la Ricostruzione Industriale (IRI), al quale le grandi banche cedettero le proprie partecipazioni industriali e i crediti verso le imprese, in cambio di liquidità, necessaria a proseguire l'attività bancaria. Per ottenere liquidità furono nel contempo create obbligazioni garantite dallo Stato, che alla fine divenne proprietario di oltre il 20% dell'intero capitale azionario nazionale.
Fuori dagli USA, fu la Germania a subire il contraccolpo più violento per via della grave crisi economica in cui già versava la Repubblica di Weimar, anche per effetto dei debiti di guerra della prima guerra mondiale, con la grande depressione che provocò una fortissima inflazione della moneta e milioni di disoccupati, che andarono poi a formare la base di consenso che portò all'ascesa e al potere il Partito nazionalsocialista guidato da Adolf Hitler. Questi intervenne con una forte politica di investimenti pubblici negli armamenti e nel sistema siderurgico.
Nel complesso, nonostante un accenno di ripresa a partire dal 1933, la crisi non fu mai completamente superata fino allo scoppio della seconda guerra mondiale. Il Giappone, diversamente, si riprese continuando la sua politica di espansione imperialista, occupando la Manciuria e instaurando lo stato fantoccio del Manciukuò nel 1931, per poi riprendere l'espansione in Cina, dove occupò la città di Shanghai e altre province; iniziò così la guerra sino-giapponese, che sarà uno dei fronti della seconda guerra mondiale. Gli USA, grazie al New Deal, si ripresero molto velocemente ed incominciò un boom economico che si interromperà soltanto alla metà degli anni '70. I risultati del New Deal furono incredibili: nel 1935 il numero di disoccupati tornò ai livelli pre-crisi e alla fine del 1933 la produzione industriale tornò ai livelli del decennio precedente fino alla seconda guerra mondiale, quando la produzione quadruplicò. Inoltre, tra il 1934 e il 1935, gli Stati Uniti diedero molti aiuti all'Europa, che invece non si era ancora ripresa del tutto.